# 아이슬란드의 세계유산

아이슬란드의 세계유산은 세계유산 위원회를 거쳐 유네스코 세계유산에 등재된 아이슬란드의 세계유산을 일컫는다. 아이슬란드는 1995년 12월 19일 유네스코 협약에 비준한 이래, 2건의 문화유산과 1건의 자연유산을 보유하고 있다.

## 목록

### 문화유산
| No. | 사진 | 등록명                | 소재지     | 등록년도 | 등록기준 | 유네스코 지정번호 | 비고 |
| 1   |      | 팅크베틀리르 국립공원 | 쉬뒤를란드 | 2004년   | (ⅲ), (ⅵ) | 1152              |      |

### 자연유산
| No. | 사진 | 등록명                                            | 소재지                                            | 등록년도 | 등록기준 | 유네스코 지정번호 | 비고 |
| 1   |      | 쉬르트세이섬                                      | 쉬뒤를란드 베스트만나에이야르 제도                | 2008년   | (ⅸ)      | 1267              | 1963년 해저 화산폭발로 형성된 섬이다. 1967년 당시 섬의 최대 면적은 2.7 km2였으나 파도의 침식으로 현재 면적은 1.3 km2이다. |
| 2   |      | 바트나이외쿠틀 국립공원 - 불과 얼음의 역동적 자연 | 외이스튀를란드 노르뒤를란드 에이스트라 쉬뒤를란드 | 2019년   | (ⅷ)      | 1604              | |